# Metal Cup 2013-14
Metal Cup 2013-14 var den 22. udgave af den danske pokalturnering i ishockey for mandlige klubhold og blev arrangeret af Danmarks Ishockey Union. Turneringens navn refererede til dens sponsor, Dansk Metal.
Turneringen blev vundet af Herning Blue Fox, som finalen vandt 5-0 over SønderjyskE Ishockey. Dermed vandt Herning Blue Fox pokaltitlen for anden gang under dette navn, mens det var sjette pokaltitel for moderklubben Herning IK.

## Hold
Turneringen havde deltagelse af 12 hold:
- Alle ni hold fra AL-Bank Ligaen 2012-13.
- Tre hold fra 1. division i ishockey 2012-13.

De fire semifinalister fra AL-Bank Ligaen 2012-13, SønderjyskE Ishockey, Frederikshavn White Hawks, Rødovre Mighty Bulls og Odense Bulldogs, var direkte kvalificeret til kvartfinalerne, mens de otte øvrige hold i første runde spillede om de sidste fire kvartfinalepladser.

## Resultater

### Første runde
I første runde spillede de otte lavest rangerende hold om fire pladser i kvartfinalerne. De fire hold blev parret i fire opgør, der blev afgjort i én kamp.
| Dato | Kamp                                  | Res. | Perioder      |
| ---- | ------------------------------------- | ---- | ------------- |
| 6.9. | Esbjerg Energy – Aalborg Pirates      | 5–3  | 0-0, 1-0, 4-3 |
| 6.9. | Amager Ishockey – Herlev Eagles       | 0–6  | 0-1, 0-1, 0-4 |
| 6.9. | IC Gentofte Stars – Rungsted Ishockey | 0–1  | 0-1, 0-0, 0-0 |
| 6.9. | IK Aarhus – Herning Blue Fox          | 1–15 | 0-5, 0-3, 1-7 |

### Kvartfinaler
I kvartfinalerne spillede de fire vindere fra 1. runde sammen med de fire hold, der sad over i 1. runde, om fire pladser i semifinalerne. De otte hold blev parret i fire opgør, der blev afgjort over to kampe (ude og hjemme).
| Dato                                        | Kamp                                     | Res. | Perioder      |
| ------------------------------------------- | ---------------------------------------- | ---- | ------------- |
| 13.9.                                       | SønderjyskE Ishockey – Rungsted Ishockey | 8–1  | 4-1, 3-0, 1-0 |
| 17.9.                                       | Rungsted Ishockey – SønderjyskE Ishockey | 2–3  | 1-1, 1-1, 0-1 |
| SønderjyskE Ishockey vinder samlet med 11–3 |                                          |      |               |

| Dato                                            | Kamp                                      | Res. | Perioder      |
| ----------------------------------------------- | ----------------------------------------- | ---- | ------------- |
| 13.9.                                           | Frederikshavn White Hawks – Herlev Eagles | 3–1  | 1-0, 1-0, 1-0 |
| 17.9.                                           | Herlev Eagles – Frederikshavn White Hawks | 1–1  | 0-1, 1-0, 0-0 |
| Frederikshavn White Hawks vinder samlet med 4–2 |                                           |      |               |

| Dato                                   | Kamp                                    | Res. | Perioder      |
| -------------------------------------- | --------------------------------------- | ---- | ------------- |
| 13.9.                                  | Rødovre Mighty Bulls – Herning Blue Fox | 3–1  | 1-0, 2-1, 0-0 |
| 17.9.                                  | Herning Blue Fox – Rødovre Mighty Bulls | 3–0  | 1-0, 2-0, 0-0 |
| Herning Blue Fox vinder samlet med 4–3 |                                         |      |               |

| Dato                                  | Kamp                             | Res. | Perioder      |
| ------------------------------------- | -------------------------------- | ---- | ------------- |
| 13.9.                                 | Odense Bulldogs – Esbjerg Energy | 3–3  | 1-0, 2-2, 0-1 |
| 17.9.                                 | Esbjerg Energy – Odense Bulldogs | 1–2  | 0-0, 1-1, 0-1 |
| Odense Bulldogs vinder samlet med 5–4 |                                  |      |               |

### Semifinaler
De fire kvartfinalevindere bliver parret i to semifinaleopgør, som også blev afgjort over to kampe
| Dato                                       | Kamp                                             | Res. | Perioder      |
| ------------------------------------------ | ------------------------------------------------ | ---- | ------------- |
| 3.1.                                       | SønderjyskE Ishockey – Frederikshavn White Hawks | 2–3  | 1-2, 0-1, 1-0 |
| 4.1.                                       | Frederikshavn White Hawks – SønderjyskE Ishockey | 2–4  | 1-0, 1-3, 0-1 |
| SønderjyskE Ishockey vinder samlet med 6–5 |                                                  |      |               |

| Dato                                                                        | Kamp                               | Res. | Perioder      |
| --------------------------------------------------------------------------- | ---------------------------------- | ---- | ------------- |
| 3.1.                                                                        | Herning Blue Fox – Odense Bulldogs | 5–5  | 1-1, 2-2, 2-2 |
| 4.1.                                                                        | Odense Bulldogs – Herning Blue Fox | 4–4  | 1-1, 3-3, 0-0 |
| Samlet score: 9–9 Herning Blue Fox går videre efter straffeslagskonkurrence |                                    |      |               |

### Finale
Finalen blev spillet i SE Arena i Vojens den 19. januar 2014.
| Dato  | Kamp                                    | Res. | Perioder      |
| ----- | --------------------------------------- | ---- | ------------- |
| 19.1. | SønderjyskE Ishockey – Herning Blue Fox | 0–5  | 0-1, 0-1, 0-3 |